# Воксал (парк в Лондоне)
Об одноимённом парке на берегу Волги см. Воксал (парк в Твери)

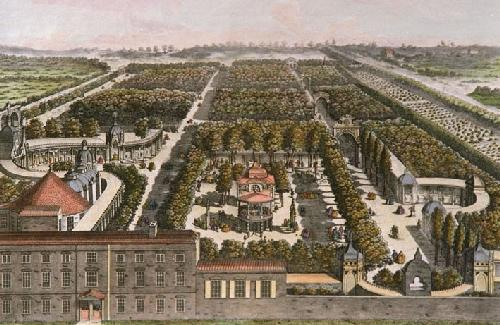
Панорама парка в 1751 году

Воксал (традиционное название, более правильное Воксхолл-гарденз; англ. Vauxhall Gardens) — увеселительный сад в Воксхолле под Лондоном (ныне в пределах городских границ); одно из главных мест общественного отдыха и развлечений с середины XVII века до 1859 года. 
Располагался в Кеннингтоне на южном берегу Темзы, вне основной зоны столичной застройки. До строительства в 1810-е годы моста через реку из города до парка добирались на лодках. До конца XVIII века официально именовался «Новыми Весенними садами» (Нью Спринг-Гарденз; англ. New Spring Gardens). 
В 1785 году парк был переоборудован (например, появился павильон в турецком стиле), одновременно была введена плата за посещение. В качестве увеселений посетителям предлагались подъём на воздушном шаре, хождение по канату, концерты и фейерверки. В 1817 году ветераны битвы при Ватерлоо (числом около тысячи) попытались воспроизвести в Воксхолле события сражения.
Приблизительно с 1840 года содержание парка перестало окупаться, и к 1859 году парк был закрыт. Он нередко упоминается в классических произведениях английской литературы (например, здесь происходит действие одной из сцен «Ярмарки тщеславия»). Сейчас на его месте разбит небольшой сквер, именуемый Спринг-Гарденз. 
К этому топониму восходит русское слово «вокзал». Первоначально в России «воксалами» назывались увеселительные заведения; понятие «железнодорожный вокзал» появилось из-за Павловского вокзала, служившего одновременно и железнодорожной станцией, и увеселительным местом, в дальнейшем став нарицательным названием для пассажирских зданий любых видов общественного транспорта.